# Bársonyos kakukkszegfű

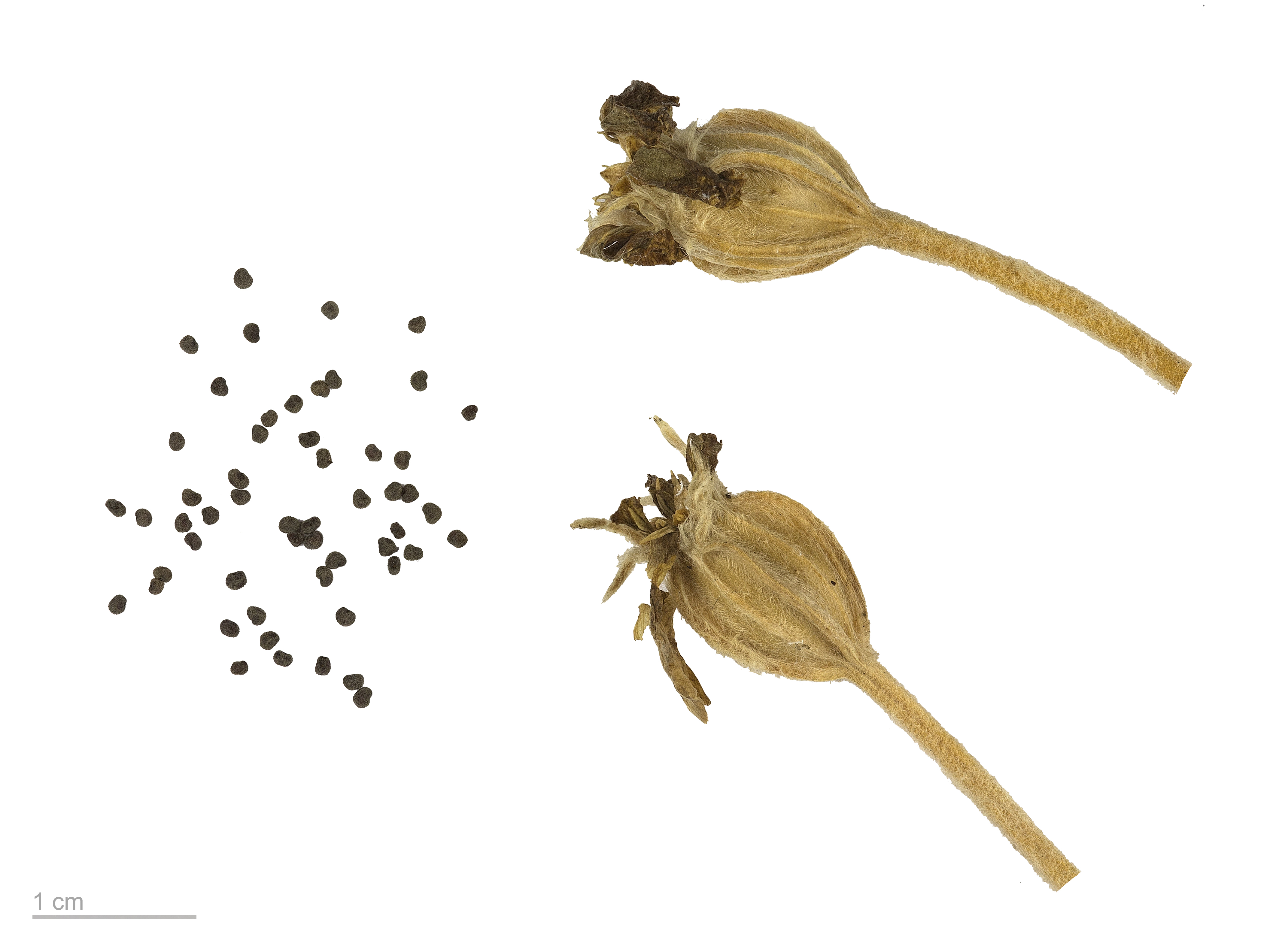
Lychnis coronaria

A bársonyos kakukkszegfű (Lychnis coronaria) a szegfűfélék (Caryophyllaceae) családjának kakukkszegfű (Lychnis) nemzetségébe tartozó, évelő, Magyarországon védett növényfaj. Kertekben is ültetik.

## Elterjedése
Európában és Ázsiában is előfordul, Magyarországon a szubkontinentális-szubmediterrán xerotherm tölgyesek (Quercetalia cerris  Borhidi 1996) jellemző faja.

## Jellemzők
Legfeljebb 1 méter magas, az egész növény világosszürkén molyhos, bársonyos. A levelek keresztben átellenesek, 5–15 cm hosszúak, hegyesek, tojásdad-lándzsás alakúak. A virágok 2–3 cm átmérőjűek, a szirmok élénk bíborszínűek, épek, a tövükön sem összenőttek. Feltűnő színű virágai és egyedi megjelenése miatt más növénnyel nem téveszthető össze, talán a konkoly (Agrostemma githago) hasonlít hozzá legjobban, de az vetésekben fordul elő és csészelevelei túlnyúlnak a szirmokon. Júniustól szeptemberig virágzik.

## Fajok
- Bársonyos kakukkszegfű (Lychnis coronaria)
- Havasi kakukkszegfű (Lychnis alpina)
- Réti kakukkszegfű (Lychnis flos-cuculi)
- Égőszerelem Lychnis chalcedonica
- Lychnis cognata
- Lychnis coeli-rosa
- Lychnis coronata
- Jupiter virág Lychnis flos-jovis
- Szibériai szegfű Lychnis fulgens
- Lychnis nivalis
- Lychnis senno
- Lychnis sibirica
- Lychnis sieboldii
- Enyves szegfű Lychnis viscaria
- Lychnis wilfordii